# OGLE-TR-10
Désignations
OGLE-TR-10, aussi connue sous sa désignation d'étoile variable V5125 Sagittarii (en abrégé V5125 Sgr) est une étoile lointaine, de magnitude apparente 16, située dans la constellation zodiacale du Sagittaire, près du centre galactique. Elle est l'objet primaire d'un système planétaire dont le seul objet secondaire connu est OGLE-TR-10 b, une planète confirmée. Cette étoile est répertoriée comme étoile variable à transits planétaires, c'est-à-dire que sa luminosité varie par le fait que sa planète transite régulièrement devant son disque.

## Système planétaire
Les transits d'OGLE-TR-10 b ont été détectés en 2001 grâce au télescope Warsaw de 1,3 mètre de l'observatoire de Las Campanas, dans le cadre de la troisième campagne (OGLE-III) du programme Optical Gravitational Lensing Experiment (OGLE). Sa découverte a été annoncée en 2002 par Andrzej Udalski et al.
La nature planétaire d'OGLE-TR-10 b a été confirmée en novembre 2003 par Maciej Konacki et al. à la suite d'observations d'OGLE-TR-10 avec le spectrographe HIRES installé sur le télescope Keck I.